# Hulterstad, Mjölby kommun
Hulterstad är en herrgård i Mjölby socken, Mjölby kommun. Gården bestod av 9 3⁄8 mantal och har tillhört släkterna Gyldenklou, Burensköld och Ehrenkrona.

## Historik
Hulterstad var ett prebendehemman i Mjölby socken, Vifolka härad. Hulterstad ägdes ursprungligen av Skänninge kloster, inköptes 1652 av Anders Gyldenklou och gick 1665 i arv till sonen överstelöjtnanten David Gyldenklou. År 1685 blev gården ett säteri och bestod då av 8 1⁄2 (Hulterstad, Spånga och Lundarp). Efter Gyldenklous död ärvdes gården av hans syskon och släkt, däribland Katarina Appelgrens måg, generalen Jacob Burensköld. Efter Burenskölds död gick gården vidare till dennes son, kammarherren Jakob Henrik Burensköld. År 1755 ärvdes gården av Maria Johanna Burensköld och hennes man generalmajoren Claus Filip von Schwerin. Gården gick sedan vidare till deras måg, riksrådet Carl Gustaf Gammal Ehrenkrona och därefter brorsonen, hovstallmästaren Erik Filip Gammal Ehrenkrona. Gården gick 1803 vidare till sonen kungliga sekreteraren Samuel Carl Philip Gammal Ehrenkrona och 1851 till ryttmästaren Erik Klas Ehrenkrona.
Gården införlivades 1726 med det Burensköldska fideikommisset med Borkhult som huvudgård.
Den nuvarande huvudbyggnaden i sten med två våningar uppfördes 1832.
Verksamheten omfattar numera produktion av ekologisk mjölk. Dessutom finns en bergtäkt på gårdens ägor.

## Ägare
- Skänninge kloster[2]
- 1652–1665 Anders Gyldenklou[2]
- 1665– David Gyldenklou[2]
- –1738 Jacob Burensköld[2]
- 1738–1754 Jakob Henrik Burensköld[2]
- 1755– Maria Johanna Burensköld[2]
- –1781 Carl Gustaf Gammal Ehrenkrona[2]
- 1781-1803 Erik Filip Gammal Ehrenkrona[2]
- 1803-1851 Samuel Carl Philip Gammal Ehrenkrona[2]
- 1851–1875 Erik Klas Ehrenkrona[2]